# 中国教育史
中国教育史，有文献记载的可追溯到尧舜禹中国传说时代的舜所设“庠”，发展至今已经有数千年的历史。汉代以后以儒家文化为主导，清末又引入了西方近代教育。

## 上古传说时代
舜时，设庠为教，分下庠，上庠，七岁入下庠，庶老为师，十五岁入上庠，国老为师。

## 先秦到汉初
先秦设为庠序学校以教之：庠者，养也；校者，教也；序者，射也。夏曰校，殷曰序，周曰庠。春秋时期，孔子办学，开启了私学教育。

### 夏商时期的教育萌芽
相传在夏朝，国家就设立了以“序”为形式的官方学校，到了商代中华文明已经有了一定的文化积累，并形成了成熟的文字系统，在此基础上，开始出现新的学校形式“瞽宗”。从出土的商代甲骨文上，发现当时的学校还被称为：大学、右学等，教育的对象主要面及贵族子弟，学习内容以文武、礼仪、乐舞等为主，在天文、历法方面也多有涉及。而老师则由巫师、乐师或者政府官员充当。

### 西周
西周建立了典型政教合一的官学体系，形成六艺教育。政府设国学和乡学两类。国学又分大学和小学两级，国学设在王城和诸侯国都，分小学、大学两级；王城的大学称辟雍，诸侯国的大学称为泮宫。乡学则按地方行政系统，州设序，党设庠，闾里设塾和校。国学教育对象只限于王子、公卿大夫士的嫡长子，以及经过选拔的“国之俊秀”，平民很难进入官办学校学习。“师”源于军旅的称号，西周初期的学校，以习武为主，教师一般由军官担任。辟雍和泮宫如同宫廷一样，奴隶主贵族常在这里举行祭祀、宴会、选拔武士、议定作战计划。《礼记·王制》记载，“小学在公宫南之左，大学在郊，天子曰辟雍，诸侯曰泮宫”。西周前期，因战事频仍，学校教育以武事为主，而西周后期政权稳定，开始倾重文化教育，随着六艺教育的形成和文化课程的提高，教师多改由文官担任。西周以礼、乐、射、御为大艺，主要在大学阶段学习；书与数为小艺，为六艺的基础知识，放在小学阶段学习。
所谓六艺，就是礼（以“孝”为根本的伦理道德，包括政治、历史）；乐（包括音乐、诗歌、舞蹈）；射（习武射箭）；御（学习驾驭兵车）；书与数（包括读、写、算等基础文化）。其中以礼、乐、射、御为大艺，於大学阶段学习；书与数为小艺，放在小学阶段学习。
出土于西周初期的《大盂鼎》记载，“女妹辰又大服，余隹即朕小学，女勿克余乃辟一人”，意思是大孟年纪很轻时父亲就死了，他继承了父亲的官职。康王就对他说：“你年纪这么轻就做官，我要你进我的小学。”。

#### 教育内容
一为书、数，西周时，人们已经开始在学校教授基本的计算方法，类似今天的“九九乘法表”一样。二为射、御，主要教授学生驾驶车辆、战马，并学习射击等内容。三为礼、乐，此部分主要学习《周礼·春序》中记载的吉，凶，宾，军，嘉等礼仪规范。

#### 教育方向
一为西周统治者要求学生能够在学习上涉猎广泛，文武兼备，周成王对伯禽说：“夫有文无武，无以威天下；有武无文，民畏不亲；文武俱行，威德乃成”就是这个意思。二为统治者要求学生能够将所学在实际中熟练应用。三为周朝的教育侧重点不同，有前重武后重文现象。

#### 教育特点
西周教育的最大特点就是“学在官府”，而且还专有教育的器具和材料，《周礼·地官司徒》说：“闾共祭器，旅共表器，党共射器，州共宾器，乡共吉凶礼乐之器”，可见礼乐之器当时是十分重要的物什。

### 东周
东周时期，战乱频仍，礼乐崩坏。周王失去了对全国的控制，诸侯开始为政一方，不受管制。诸侯开始在设立自己的官学，称为“庠宫”。然而此时的教育开始由官方向民间延伸和发展，“天子失官，学在四夷”，所谓“百家争鸣”就是当时教育的典型写照。孔子、孟子、墨子、荀子等等产生的儒、道、墨、法、阴阳等思想对后世产生重大影响，也使当时的教育发生了多样性的变化。而私学盛行也是这一时期的特点之一。由于战乱频仍的关系，各国都需要大量的人才为自己服务，而私学的盛行正好满足了諸侯的需要，也带来了春秋战国时期的教育繁荣。在这一时期的主要哲学家包括了
- 儒家学派：代表人物包括孔子、孟子、荀子，主张恢复礼制，并开办私学，提倡“有教无类”的教育观念，孟子提出人性善，荀子则认为人性恶。
- 道家学派：代表人物包括老子、庄子，追求人与自然的和谐，主张清净无为。
- 墨家学派：代表人物为墨子，主张博爱，重实践、贵功用，在生产机械等方面的教育，内容非常丰富。
- 法家学派：代表人物有韩非子、商鞅，主张通过严酷的法律治理人民，强大国家。

其他对后世影响相对较小的有：
- 名家：代表人物惠施，主张靠逻辑方法解决问题。
- 阴阳家：代表人物邹衍，主张玄学思想。
- 纵横家：代表人物鬼谷子，专长外交。
- 杂家：代表人物吕不韦，其思想较混杂。
- 农家：代表人物许行，专注农业技术。
- 小说家：代表人物宋鈃，主要是蒐集街談巷語。唯此學說並不在九流之列。
- 兵家：代表人物孙武，专注于对战略战术的研究。唯此學說並不在九流十家之列。

此时的教育脱离了官学形式的束缚，开始变的多样性，可以说是无所不谈，从生到死，从和平到战争，从法律到诉讼，无所不包。诸侯开始脱离官办教育的角色，主要以“养士”来吸引人才。教育特点上首先内容无所不包，其次学宗百家，三为讲求实践与实际相结合，且教育场所不固定，或家，或官，或野。四为教育平民化。
战国时期齐国国都临淄设稷下学宫，既继承了西周官学的办学形式，又综合吸取了春秋战国时期私学的长处。齐宣王之时，在稷下扩置学宫，招致天下名士：儒家、道家、法家、名家、兵家、农家、阴阳家等百家之学，会集于此，自由讲学、著书论辩。

### 秦
秦始皇统一六国后，初设博士之官，掌管全国教育，因多爱批评时政，丞相李斯提出：“不师今而学古，以非当世，惑乱黔首”，并批评私学的存在，“私学而相与非法教，人闻令下，则各以学议之”。秦始皇采纳李斯意见之后，实行严酷的专制统治，取消并禁止办私学，焚书坑儒，屠杀博士和方士。要求希望学习的人“以吏为师，以法为教”。古代教育遭到沉重打击。

### 两汉时代
西汉时期，由于人才缺少，皇帝和政府都重视开办培养人才的机构。政治上“与民休息”，文化上前期崇尚黄老学说，讲究因循无为。然而董仲舒则在和汉武帝对话的过程中提出教育改革的重要建议，他相信“天人感应”，主张将所有学说统一到一家之上，为政治服务，提出“兴太学以养士”，“重选举以选士”，“罢黜百家，独尊儒术”的观点。汉武帝于是在建元五年（公元前136年）把儒家典籍《诗》《书》《易》《礼》《春秋》拔高到“经”的地位，并设儒家五博士，取消了其它各家传记博士，使朝廷教育方针向“独尊儒术”转变。元朔五年（前124年），汉武帝立太学，置弟子五十人，设五经博士教授儒家经典。其时在郡国称为学，在县称为校，在乡称庠，在聚称序，学、校分别设经师一人，庠、序各设孝经师一人，以主掌地方儒学教育。新形式的官办学校开始形成。同时汉武帝不断发布“征辟异才”、“贡举贤良方正”等诏令，提高士族阶层待遇，使得这一时期的知识分子都以通过进入中央和地方的官学机构学习，以求上进。汉武帝罢黜百家，独尊儒术以后，中国教育开始以儒学经典为主要教授和学习方向。将儒家经典作为课堂的必修教材。人们在官学学习儒家经典，进而通过“举孝廉”、“征茂才”、“举贤良方正”等方式进入政府。太学设立后，对学生的出身不做严格要求，为才华出众是举，并对家境贫寒者提供资助。
东汉初期，王充提出“人有善恶之分”，“性可教而为善”及“在所间染而善恶变艺”的观点，主张国家大量兴办学校，并通过行政手段给予保护。东汉后期，地方官办学校逐渐变的有规模，学生也可以通过考试从低级学校升入高级学校，最终到太学学习。太学学生人数也逐渐增加，一度达到三万人，且朝教育规模化、生员多样化、参与政治方向发展。后来汉明帝始建官邸学，主要吸收贵胄子弟学习；而宦官势力膨胀之后，也在汉灵帝光和元年（公元178年）创建自己的中央大学“鸿都门学”，意在与太学抗衡，培植自己的势力。在太学的生员可以和讲经博士探讨和切磋问题。同时东汉政府对太学非常重视，选拔人才多出自太学，使得太学生员又向学而优则仕方向发展。考试方面，先以是否熟练掌握一门技艺为选拔前提，按高低分任职务，汉平帝时，进行选拔考试，“甲科四十人为郎中，乙科二十人为太子舍人，丙科四十人补文学掌故云”。通过选拔人才进入政府任职，提高了士族阶层的地位，更激励了学子的学习兴趣，东汉后期，因学生掌握技艺科目增多，选拔方式又改为通过年底考试，分高低来录取人才。东汉时期的太学学生参与政治的途径越来越多，进而形成了独特的学生运动，在和宦官集团多次发生冲突。分析原因，一为太学的尊师重教的传统，二为学生逐渐成为在野的清议主流，辨政成为应用知识的最佳途径。
两汉时期，国家教育管理机构也逐步完善，中央设太常兼管教育。蜀郡守文翁成都石室办学以后，地方学府兴起，由行政长官兼管。太学或其他中央学校以及地方学校主要教授学生儒家经典，兼插六艺，在辞、赋、画、书等方面也无所不包。
私学方面虽然没有得到更多发展，但在教育模式上以和官学接近。幼年以认字教育为主，少年以学习儒家经典为主，青年以研究和应用为主，基本和官办学校教授内容相同。

## 魏晋南北朝
由于“丧乱弘多”，政局跌荡，官学衰落，士族阶层转而从《老子》、《庄子》和《周易》中找思想依靠，形成了「玄学清谈」。嵇康就是其中代表人物。教育内容除官学外，已不在以儒家经典为主，开始教授相对立的放任思想，有人提出“超名教，任自然”等观点，不再学宗一师，且不主张学习和实践相结合，讲究清净无为。
地方私学兴盛起来，凭藉“朝章宽简，政网疏阔”却有了长足的发展，当时的情形是“横经受业之侣，遍于乡邑；负笈从宦之徒，不远千里”。教育模式也向家族式、私塾式两个方向发展，而家族式教育成为这个时期的主流模式，进而士族家庭人数繁多，逐渐形成了世族势力。世族家庭教育不在以儒学为主，更兼玄学及博弈书算方面，并将儒释道相互掺杂，教授知识面也逐渐变广。此时民间多学经学，而贵族家庭则更倾向诗、书、朝仪等方面，有些家族则世代只通一门，或历史，或礼仪，或琴棋书画，王献之就是这个时期的代表人物。
公元220年，曹丕即帝位后，听取吏部尚书陈群的建议，行“九品官人法”，即九品中正制。在中央和地方设立大小中正官，又中正官按照被选士人的家族出身及才学来选拔人才，由于这种选拔制度更看中家族出身，并不重视个人才学，所以逐渐形成了“上品无寒门，下品无世族”的上层式选拔模式，为世人所诟病。

## 隋唐教育的系统化
隋唐时期由于政治、文化、科学、经济等方面都发展迅速，国家教育模式也摆脱了汉代独尊儒术的观点，同时兼顾佛道思想，逐渐形成以儒学为主，佛道为辅，兼通六艺的发展方针。

### 隋朝
隋文帝开国后，在中央设立了国子寺，设寺祭酒转管教育，又置博士、助学等充当老师。下设国子学、太学、四门学、算学、书学等专科学校，大理寺同时设立了律学，教授法律。由于隋初学校系统发达，学生众多，但人才鲜少，隋文帝下诏废天下之学，只保留国子寺一所综合式学校。国子学后改称太学，而隋炀帝以后，国子寺改为国子监，并在地方设立庠、序等学校，教育规模逐步扩大。但由于隋炀帝好兴边事，战争不断，学校教育最终变的徒有其表，失去了为国家选拔人才的意义。
隋炀帝大业二年（公元606年），始置进士科，开创了科举考试制度，为国家教育和选拔人才提供了新的方式。由于创制之初，规矩尚不完备，考试内容、方式等没有定式，所以对国家教育未形成重要影响。

### 唐朝
唐朝是中国教育完善和发展的重要阶段。唐高祖建制以后，继承了隋朝的教育制度，在国子监之外又设立弘文馆、崇文馆两所贵族式学校。地方设立州学、县学。唐初，国子监学生已经有三千多人，皇帝、官员、外交使节都会来学校进行讲演和学习听讲。除教育科目繁多以外，唐高宗还令当时在各学科有造诣的官员编写各科教材，指定为“国学行用”书籍。教育年限不等，有三年，也有七年，分科完成。学生来源也屏弃了魏晋唯出身的陋习，不分贵贱，唯才是举。科举考试制度也在这一时期得到完善，公元702年，武则天还创设武举，以选拔武术人才。唐朝后期，韩愈提出了按照人性的不同，因才施教。强调教育对一个人品性的影响。唐朝教育随着国力日盛，继而发展成为国际教育。高丽，新罗，百济，日本，安南等国家都派遣了留学生或留学僧来国子监学习各科课程。据统计，当时中央和地方学校在学人员达到6万多人，各科人才备出，专科优异也可为官成为那个时期的主要体现。
主要的教育机构是国子监。国子监设祭酒一人，是最高行政长官。设司业二人，助祭酒掌邦国儒学训导之政令。设丞一人，督导学生学业。设主簿一人，负责文书簿籍，掌管印监。府州县学学生由长史掌管。国子监设有博士、助教、直讲等，主管经学教授。老师多以社会名流、政府官员充当。
弘文馆则是主要生源。崇文馆要求学生都是一品以上官员的子孙，国子监为文武三品以上，太学五品以上，四门学七品以上及庶人才学优异者都可参加。律学、书学和算学需八品以上并兼收社会专攻型人才。级别上，弘文馆、崇文馆最高，国子监次之。中央学校生源选拔主要来自贵族子弟及各地考试优异人才。地方官学中的优秀人才也可经推荐、考试后进入太学学习，平民入学者称“俊才”。学生学习时间长短不一，入学时间也不相同。毕业年限分6年和9年两种，按学习科目划分。
官学分旬试、岁考、毕业考三种。旬试即10天一考，考试内容为背诵和讲解儒家经典。岁试即年终考试，考试内容以年内所学所有课程，分上等、中等、下等三个分数线。下等为不及格，需重新学习，不及格三次则需延长在校时间，累至9年仍不及格者，令其退学。毕业考由博士出题，国子监祭酒监考。各学学生能通二经者，平民能通三经者，才有资格考试。各地官学考试及格者由下往上，升入上级学校学习，直至升入太学、国子监学习。

## 宋代教育黄金期

### 重文轻武政策
宋初皇帝采取“重文轻武”政策来缓解武将谋国的压力，提高文人的政治待遇，这一政策也体现在国家教育上。为了加强中央集权的统治，在解除武将兵权的同时，重用儒臣，实行儒臣执政、以文代武的政策。宋太宗以后，提倡“用文德礼治”，“遵周孔之礼”，主张以儒学为修身之道，同时讲求佛道思想的作用。宋仁宗时，下诏州、县办学，进一步完善科举制度。

### 兴学运动
第一次兴学运动发生在宋仁宗庆历四年（公元1044年），即“庆历兴学”。旨在对教育机构和科举制度进行改革。 内容有在州县设立学校，扩大太学和国子监规模，增加讲经博士人数，规定凡受教育者才可参加科举考试，考试内容改为策、论、诗赋三种。但运动因组织者范仲淹被罢黜官职，只进行了很短的时间，就匆匆结束。
第二次兴学运动从宋神宗熙宁四年（公元1071年）开始至元丰元年（公元1078年）继续推进，由同平章事王安石倡导，改革内容将太学分为三个等级，即所为三舍法，下舍成绩优秀升中舍，中舍优秀升上舍。熙宁四年五月在地方设立官学，拨学田，置小学教授。十月颁布“三舍法”，改革太学。元丰二年（公元1079年）颁布太学令。改革科举取士的方法。王安石认为国家选拔人才应“本于学校”，提出停止明经试科，增加进士名额，取消科举考试中的诗赋、帖经和墨义内容，改为经义和策论。同时恢复各类专科学校。王安石还提出学校教育要”求专门，兼文武”，在东京设立武学，教授军事知识。熙宁六年（公元1073年），朝廷设立了经义局，对《诗》、《书》和《周礼》进行新的注释和讲解，汇编成《三经新义》作为全国教育系统统一经学教材。此次兴学运动时间长，成效大，但随着王安石变法的失败，兴学运动也中途而废。
第三次兴学运动从宋徽宗崇宁元年（公元1102年）开始，这年八月，诏天下兴学，以“三舍法”令行天下。州置教授二员，县置小学。县学生选考升州学，州学生三年升太学。崇宁元年（1102年），由於太学生员爆满，朝廷又在城南专门建立了辟雍。崇宁三年（公元1104年），又下诏以学校取士，停废科举。崇宁兴学的目的在于恢复第二次兴学运动中的改革内容，学校制度变化不大。

### 官学私学的发展
宋代官学，规模空前，政府在中央设立国子监、太学、武学、律学及四门学和广文馆。中央各部门也设立书学、算学、画学、医学。地方上，设立州县两级学校，并在路设立学官。教师先由地方选聘，后改聘进士或国子监、太学毕业学生，教材有国家统一颁布，多以五经为主。
有宋一代，各地书院式私学盛行，主要由于自唐朝以来，印刷业发达，书籍增多，民间可掌握的教育资料也开始增加，又因五代时战乱四起，教育中断，想学习的人一般都集中在有学识的学者的周围，既而形成书院。宋朝时，官方为了对私人办学进行管理，对私学“赐匾”、“赐书”、“赐学田”，给予承认，于是书院形成了以私学，半官办，官办私学等多种方式。另外由于当时有学识有威望的学者，比如朱熹、陆九渊都喜欢在书院讲学，在一定程度上提高了书院式私学的威望。著名书院有石鼓书院、白鹿洞书院、嵩阳书院、岳麓书院、应天府书院和茅山书院。南宋时期，书院规模扩大，学生增多，逐步在社会上形成另一种办学和上学的风气。书院也从最初的教学场所变为兼顾研究的学术机构。

### 教育理论
两宋时期，由于国家重视文人，经济发达，使得国人受教育程度也越来越高，对于受教育的目的，怎么教育人，各时期没有统一观点。王安石主张学以致用，为国家政治服务。范仲淹主张学以研究，为国家体制的改革服务。陈亮等人主张受教育是为了谋取功名，建功立业。这时期的学派代表都主张“可以为天下国家之用”的知识都可以拿来学习。南宋时期的程朱理学主张受教育要“明天理，灭人欲”，主张教育目的是为了培养人的品德，强调教育的连续性，提出以《大学》、《中庸》、《论语》、《孟子》为教学的基本用书。

### 辽金两国的教育
辽金两朝为了巩固本民族在中原的统治，笼络文人，仿照中原教育制度，在中央设立国子监，地方设州学、县学，并举行科举考试，推崇儒释道思想，对中国教育起到了推进作用。对于本民族，辽金还设立了特殊学校，金世宗大定十三年（1158年）创设女真国子学，仅限金人子弟优异者入学。地方还设立女真学府及京外医学。在宫廷还设立宫廷学校，专门教授宫女。

## 元朝教育的進步與開放
元朝的蒙古统治者仿照宋制，在中央设立国子学、並設立蒙古国子学、回回国子学三类学校，不強行各族群語言習性。地方上各级行政区域除设立普通官学外，还设立了培养专门人才的医学，蒙古学，陰陽學。在农村首立社学，社学是一种启蒙式的小学校。虽然元代也于公元1313年恢复科举制度，仍学习和考试《大学》、《中庸》、《论语》、《孟子》为主，讲解以以朱熹《四书集注》为准。以注解《四书》为考试内容。虽然元朝有完善的教育体系。

## 明朝教育的兴盛

### 教育机构逐步扩大和完善
明朝开国后，明太祖朱元璋非常重视教育，并在刘基、宋濂等大臣的参与下，制定了一系列完善国家教育的方针政策。明朝在中央设立国子监、太学、宗学、武学、医学、陰陽學等学校，地方上，在内地省份设立府学、州学和县学，边疆省份设立卫学，统一名称为「儒学」，按照地方行政等级不同称为都司儒学、行都司儒学、宣慰司儒学、按抚司儒学、诸土司儒学等。洪武八年还在乡村设立社学，明孝宗弘治十七年还规定乡村每35户就要设立社学一所。中央以礼部作为全国教育管理机构，地方则在诸路设置学政等官掌管教育。
明朝为照顾功勋旧臣，对这些人的子孙特别优待，他们可以通过一定的方式直接进入学校学习。生源一般分为“举监”、“贡监”、“荫监”、“例监”四部分，前二者，多为地方选拔的优秀学生，后二者多为官员子弟或对朝廷有物资贡献人的子孙。在国子监读书的称为监生。此外还有来自朝鲜和琉球的留学生也在国子监学习。

### 八股取士
由于科举考试实行几百年，逐步完善，程序越来越复杂，而在考试内容方面也越来越狭窄。明朝科举考试提倡程朱理学，以“四书”、“五经”为主。而“四书”、“五经”又以《四书大全》、《五经大全》作为科举取士的唯一教材。并作为全国教育系统的统一教材。在考试模式上，也规定必须使用八股文写作，字数也受限制，内容不能自由发挥，这严重影响了学生思想的多样性

### 书院政治
明朝初期，书院教育模式被命令禁止，后又逐渐小范围恢复。但这时期的书院已经褪掉私学的角色，成为了官学的另一种形式。张居正当政时，以书院学生聚齐在一起发泄对朝廷不满为由，大量毁坏书院。明朝末年，无锡人顾宪成被罢官归还原籍，出于对朝廷政治的不满，遂聚徒讲学，并以东林书院为基地，不时议论朝政，和朝廷里的清流派相呼应，形成了历史上的“东林党”，逐渐卷入政治旋涡中，书院教育也逐渐失去以教育为主的功能，成了朝野政治斗争的工具。

### 王守仁的道德教育与明末启蒙教育理论
明朝中叶，王守仁对流行已久的程朱理学提出批评，认为程朱理学讲求的品德修养和现实严重脱钩，应该将教育目的放在“致良知”，即忠孝仁义信等对自身的实际的道德修养，掌握辨别是非的能力，作到“省查存养”，有事无事都要时刻对自身和外界进行是非错误的辨别。王守仁还主张对于萌芽教育，要顺应孩子的“乐嘻游而惮拘检”之情。到了明朝末期，随着社会矛盾激化，边界战争和内部人民暴动频起，以及在经济发达地区产生的资本主义萌芽，黄宗羲、王夫之等人主张人性不分善恶，是与生俱来。他们批评程朱理学主张的中庸之道，反对无关外界的“修身养性”，提出教育要“经世致用”，学习各方面知识，反对八股文钳制人的思想，讲求学习和实践结合，学会应用所学知识，趋利避害，强调“履事、习事、实历、习行、习作、实践”在教学过程中的作用。

## 清朝传统教育及現代教育的起始

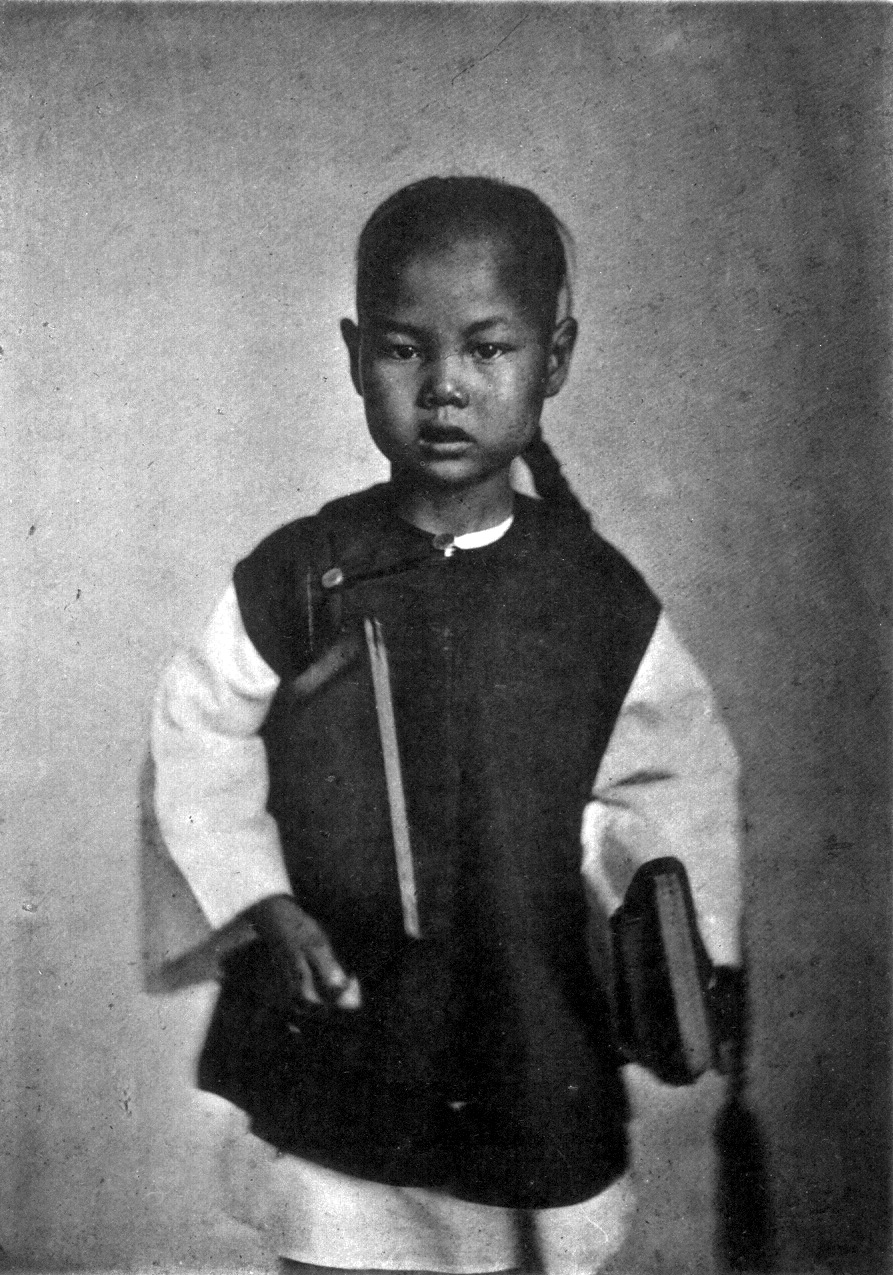
一名男学童，1870年代。

清代前期国家教育体系沿用明制，顺治元年（1644年），清世祖入主北京，恢复科举考试，并修复国子监，改称国学，设置祭酒、司业及监丞、博士、助教、学正、学录、典籍、典簿等官，并设府道州县学，乡村设置社学、义学，边疆设置卫学。为满族和蒙古族设宗学、八旗学、蒙古学。后来在国学内设立满洲司，允许八旗子弟进入国学学习。清代前期教育和明朝教育体制变化不大，除进一步完善教育的基础建设以外，还增加老师的人数，提高老师的授课水平，注重选师的能力和学识。清朝也接受外国留学生在国子监学习，比如俄罗斯，琉球两国在不同时期都派遣过留学生。
清朝教育在考试方面对科举制度作了更严格的规定，在严肃制度、慎重科名、防止弊案作出了更细致的规定，并相应的提高了科举考试人员的待遇。顺治丁酉科作弊案和康熙辛卯科场案成为清代前期最著名的考场舞弊事件。由于清朝政府注重汉族知识分子，在科举考试中，规定宗室不参加乡、会试，旗人、蒙古人不得录为三甲。另外前期教育中，政府注重平衡各地的教育差距带来的考试不公平现象，按照各地教育的规模和入学人数分配考试录取名额。然而由于清朝在教材上以“四书”为主，考试内容也是在四书中寻章摘句，让考生根据官方注解进行解析，使得学生为了考试而考试，学习面过于狭窄，达到不知古不识人的程度。鸦片战争之后，洋务运动如火如荼，青年学生开始被派遣到外国留学，带回先进技术的同时，也带回许多先进的观念。在传统教育和外国教育的碰撞中，传统教育因在科技方面的缺失而越来越受到留洋学生的轻视。张謇提出“教育救国”，希望通过学习外国先进的文化，挽救中国的衰亡。但他不主张完全嫁接外国教育模式，提出严格教育论，“凡教之道，以严为轨。凡学之道，以静为轨，有害群者去之，无姑息焉”。容闳提出中国教育应借鉴西方模式，取消科举考试，让学生学习各方面知识。国家经历洋务运动、庚子国变之后，传统教育受到各界的批评日间增多，以至于光绪三十二年，朝廷废止了传统的科举考试，改设新学，先按传统考试发放录用人才，在设立小中大学堂之后，又根据成绩优劣授予功名式文凭。

### 新式教育的兴起

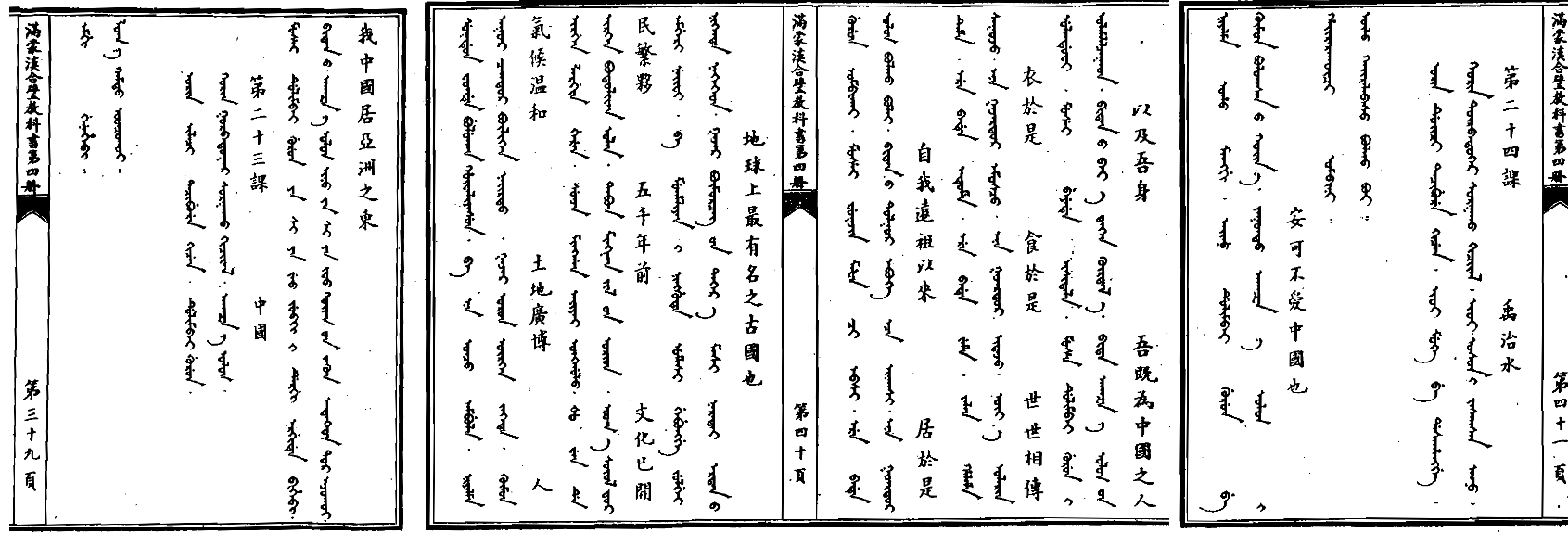
清末的滿漢蒙三語教科書——《滿蒙漢合璧教科書》的〈中國〉部分

#### 教会学校的开办
19世纪中叶，随着天主教会与基督教会进入中国，教会学校开始在中国出现。最早的教会学校是澳门的马礼逊学堂，培养了容闳、唐廷枢。到19世紀末，教會學校總數已達二千餘所，在校生達四萬名學生以上，一些新教学校在中学的基础上开设了大学班级，例如山东登州的文会馆以及上海的圣约翰书院。

#### 洋务运动时期外事学校的兴起
同文馆
道光二十二年（公元1842年）八月，清政府和英国远征军签定了《南京条约》，国门打开的同时，也使许多有志之事努力翻译外国书籍，“睁眼看世界”。为了适应政府在和外国打交道上带来的不便，同治元年，设立同文馆，这是中国第一所正式以教授外语的正规学校。学校刚开始只教授外国语言，以英法德意等国语言为主。同治六年，又添设算学内容，学习外国在科学计算上的知识。学生来源于国子监的贡生、社会上的举人、以及低品级官员，后推广至翰林院庶吉士、编修、检讨与五品以下官员，凡年在三十岁以内的都可以参加入学考试，则优录取。
上海方言馆
同治二年，时任江苏巡抚李鸿章建议朝廷，“洋人总汇地，以上海、广东两口为最”，应该在上海按照同文馆例，也设立一所外国语学校。”朝廷采纳建议，又在上海设方言馆，意为外国语言文字学馆。选周边府县年十四岁的学童入校学习，聘西洋教师授课。同时聘请内地“品学兼优之举、贡生员”，教授经、史、文艺诸课。对于学成者，朝廷会按照成绩给予官职，分任于海关、通商等方面。广州也同时设立方言馆。
福建船厂
为了满足清政府在通商，外交，军事等方面需要大量人才的需要，同治五年，闽浙总督左宗棠建议在福建建设福建船厂的同时，设立附属学堂。学堂分前后，前堂教授法语，学习造船技术，后堂教授英语，学习驾驶技术。同治十二年，派遣学生中的优秀者赴英法学习。
天津水师学堂
光绪八年，北洋大臣李鸿章奏请朝廷设立，分为驾驶、管轮两科，以英语授课，兼习兵操、经史等科目。优秀者派遣出洋学习深造。
此外还有广东水陆师学堂、湖北自强学堂等专以教授外国科学知识的学校。
北洋大学堂
由洋务运动的代表人物、时任津海关道盛宣怀上奏光绪皇帝得到批准在天津建立的大学，是中国近代第一所官办高等学府。1895年10月18日，在盛宣怀和时任直隶总督王文韶的参与下，北洋大学堂在原吞纳学院（博文书院）旧址正式开办。北洋大学堂开办之初，设头等学堂和二等学堂。头等学堂，学制四年，为参考美国大学的大学本科阶段教育。二等学堂则为大学预科、高中阶段教育。

#### 百日维新及新政期间的教育改革
维新之前，各地已经出现了一些新学学堂，如广东的雨南洞小学、同仁学校，武昌的两湖书院、天津的北洋大学堂、长沙时务学堂等。
百日维新期间，朝廷令将各省道、府、州、县学改称学堂，一律改习中西之学，废止科举。同时颁布《京师大学章程》，设立京师大学堂，变法失败后，袁世凯奏请在各省设立高等学堂、中学堂、小学堂，学生入学依次递升，不参加科举考试，也可以按照成绩优劣给予出身。新式学校兴起后，朝廷在光绪三十一年设立学部，作为管理国家教育的专门机构。在各省道府州县依次设置劝学所，为地方教育管理机构，设督办，提倡小学教育，参照本地方教育模式订立章程，设立小学校。
京师大学堂
京师大学堂分大学院、大学专门分科、大学豫备科三部分。按照西式大学模式，在专业分门别类，既学中国国文课也学外国语言，天文地理，政治军事，美术音乐，无所不包。另外省级高等学堂按照政、艺分科，学习内容比大学堂稍少，实为大学预备学校。

#### 近代新式教育制度的确立
19世纪末，辛亥革命元老中国现代教育奠基人何子渊、丘逢甲等人开风气之先，排除顽固守旧势力的干扰，成功引进西学，推广新式学校。清政府迫于形势压力，对教育进行了一系列改革。1901年，刘坤一与张之洞联衔上凑提出“兴学育才”、改学制、变科举、立学堂，仿日本学制。1902年8月15日，清廷颁布管学大臣张百熙主持拟定的《钦定学堂章程》，称为壬寅学制。由于该学制制定仓促，公布后遭到诸多批评，因而未能实施。1904年1月13日，清廷颁布颁布张百熙等人重新拟定的《奏定学堂章程》，称为癸卯学制，为中国第一个由中央政府颁布在全国范围内实行的法定近代学制系统，标志着近代新式教育制度的确立。1905年9月2日，清廷下诏宣布自次年起，科举制度废止。并在全国范围内推广新式学堂。1909年，地方科举考试停止以后，西学逐渐成为学校教育的主要形式。亦正是教育方式的这一根本性转变，为后来风起云涌的辛亥革命和国家建设培养造就了大批思想进步锐意创新的宝贵人才。此后，新式教育在中国各地得到迅速发展。

#### 女子教育
中国传统上不主张女子接受教育，因此近代之前始终没有正式的女子教育机构，形成“女子无学”状态。少数女人通过家长或者上门塾师接受一定的教育。中国历史上的女诗人女词人，或者像慈禧太后那样的女政治家，是通过自学完成自身的教育。鸦片战争之后，西方教会把女子教育带进中国。1830年代，德国传教士郭实腊（Karl Friedich August Gutzlaff）夫人温施蒂（Wanstall）曾在在澳门创办女子私塾。1844 年英国女传教士艾迪绥女士（Miss Aldersey）在宁波设立宁波女塾。这可能是中国最早的女子教育机构。1896年梁启超发表的《论女学》，提倡女子教育。1898年4月，元善在上海创办的“经正女塾”，又称“女学会书塾”。这可能是中国人自己创办的最早的女子教育机构。清末新政开始之后，开办女学，形成社会风气。

### 留学出洋

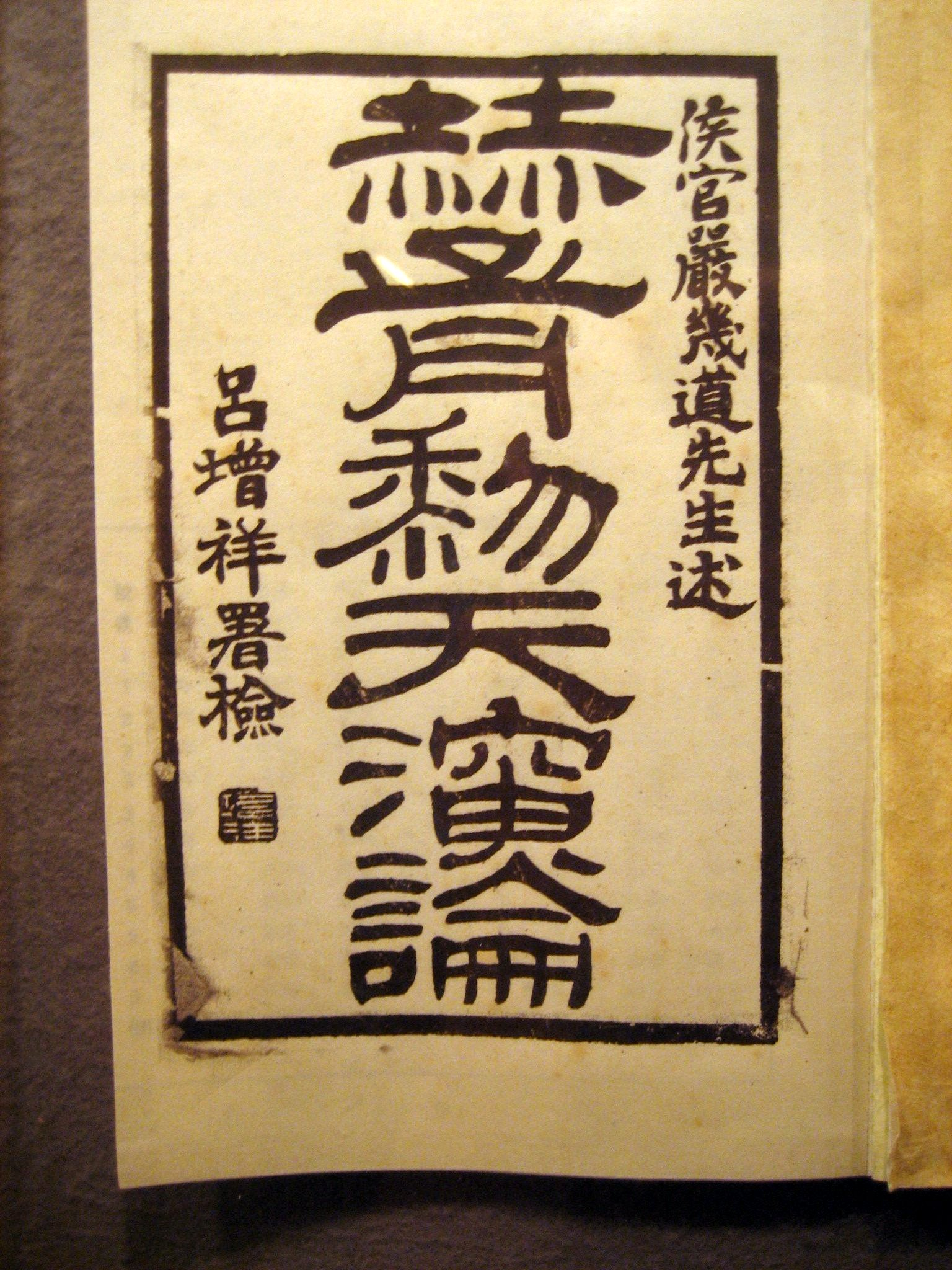
严复译作《天演论》

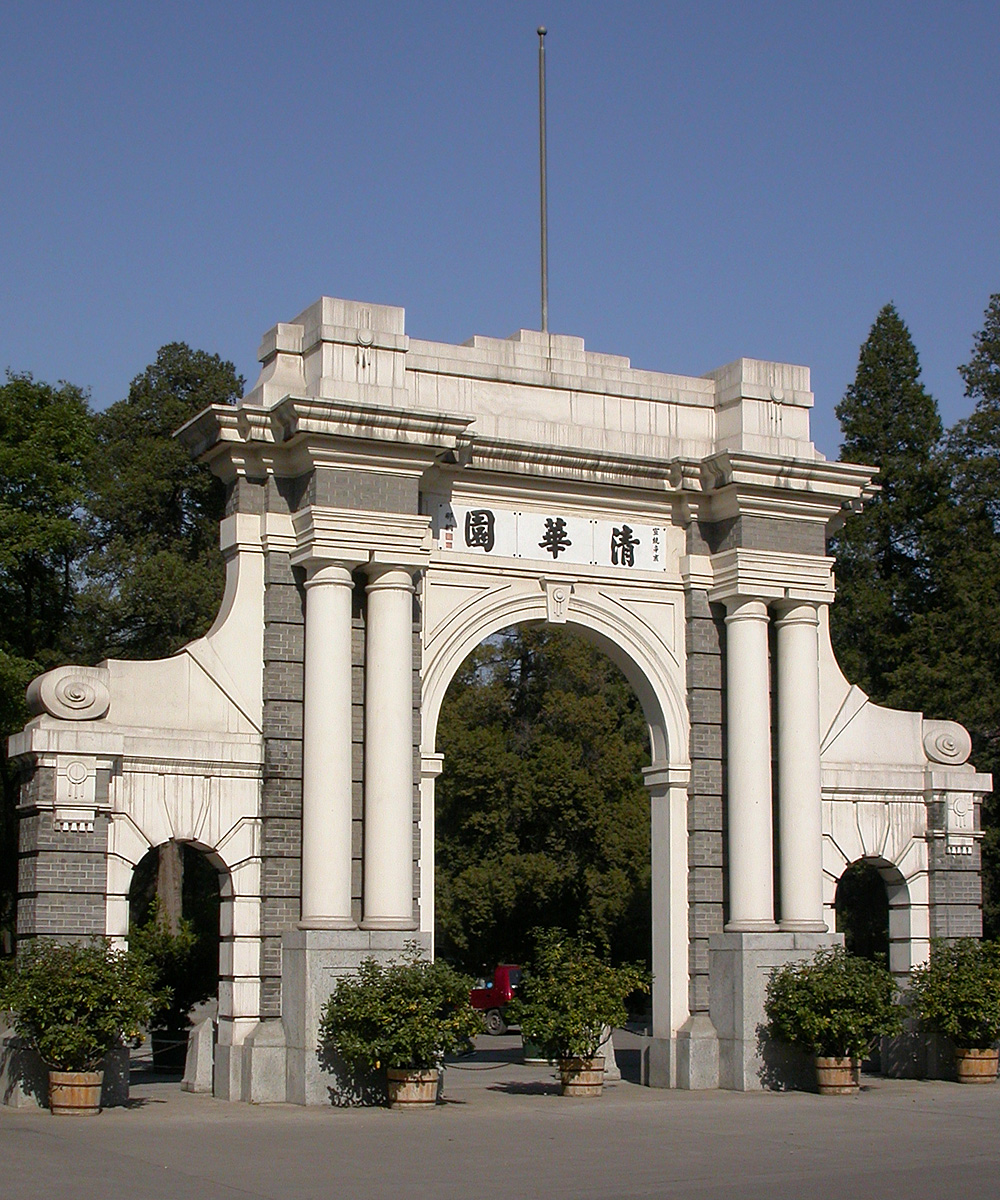
清华大学二校门

#### 留美
在洋务运动中，出于对先进人才的需要，在同治十年（公元1871年）清政府向美国派遣第一批留学幼童，“学习军政、船政、步算、制造诸学”。到光绪二年（1875年），共派出120名，计划学习15年。由于学生学成之后，受到外国先进观念影响，倾向开化、革命，甚至剪掉辫子，顶撞中方管理人员，国内守旧派诋毁留学成果。政府于是决定在光绪八年（公元1881年）撤回所有留美学生。除病故和“告长假不归”者外，归国留美学生九十四人，只有詹天佑等二人完成学业，获得学士学位。 公元1908年，美国国会通过退还中国部分庚子赔款案，留美学生日渐增多，到1910年，达到600多人。清政府规定，留学生“以十分之八习农工商矿等科，以十分之二习法政、理财、师范诸学”。同时，清政府还向俄罗斯派遣少量满蒙留学生，以小学生为主，多学习俄罗斯语言文字。留学生有官费生也有自费生，留学学习阶段亦不相同。有从小学，有从中学，有从大学，参差不齐。学习期限，最短三个月，最长七、八年不等。学习内容多以法律、政治、军事为主。

#### 留欧
在派遣学生留美后不久，政府又向欧洲派遣留学生。同治十二年（公元1873年），福建船政大臣沈葆桢奏准选派船政学堂学生分赴英法学习造船、驾驶。在1877年、1881年、1886年，1897年，先后四次派出留英学生三十四名、留法学生四十九名（其中九名艺徒）、留德学生两名，共八十五名。这些留学生回国后，成为中国造船工业、海军建设等方面的重要骨干，著名人物有严复、刘步蟾、林泰曾、叶祖珪、萨镇冰、魏瀚、刘冠雄等。 公元1890年以后，清政府还通过使馆派遣少量的“使馆学生”，总理各国事务衙门规定驻英法俄德美五国公使每届任期内可常留学生两名，共十名。光绪二十二年（公元1895年），又奏准派赴英法俄德留学生各四名，共十六名，留学费用由使馆拨给。

#### 留日
光绪二十一年（公元1894年），中日甲午战争，清政府失败后，看到日本通过学习外国科技自强，在光绪二十三年（公元1896年）决定向日本派遣大量留学生。同时鼓励国内有条件人家子弟出洋留学。此时，留学生分为官派和自费。大多学成回国，成为外交、医学、军事、政治等各方面的领军人物。包括蒋中正、阎锡山、黄兴、宋教仁、邹容、陈天华、秋瑾、陶成章、林觉民、方声洞、胡汉民、居正、焦达峰、陈其美、朱执信、廖仲恺、鲁迅、陈独秀等都在此列。到光绪二十七年（公元1900年）留日学生总数已达143人。从光绪二十八年（公元1901年）起，清政府出台政策鼓励青年学生出国留学，并规定留学归来分别赏予功名、授以官职。光绪三十二年（公元1905年）清政府宣布废除科举制度，出国留学成为上进求官的另一条出路。据统计，1901年留日学生人数为274人，1902年夏为614人，1904年为1454人，1905年冬为2560人，1906年夏为12909人，年底达17860人，为留日学生人数的最高峰。 由于留日学生中倾向革命的人越来越多，团体林立，光绪三十三年（公元1906年），政府对赴日留学作出限制，1907年以后，留学生人数开始逐年减少，不过两千人。面向中国留学生的著名学校有东京成城学校、东京弘文学院、日本陆军士官学校。

## 民国教育

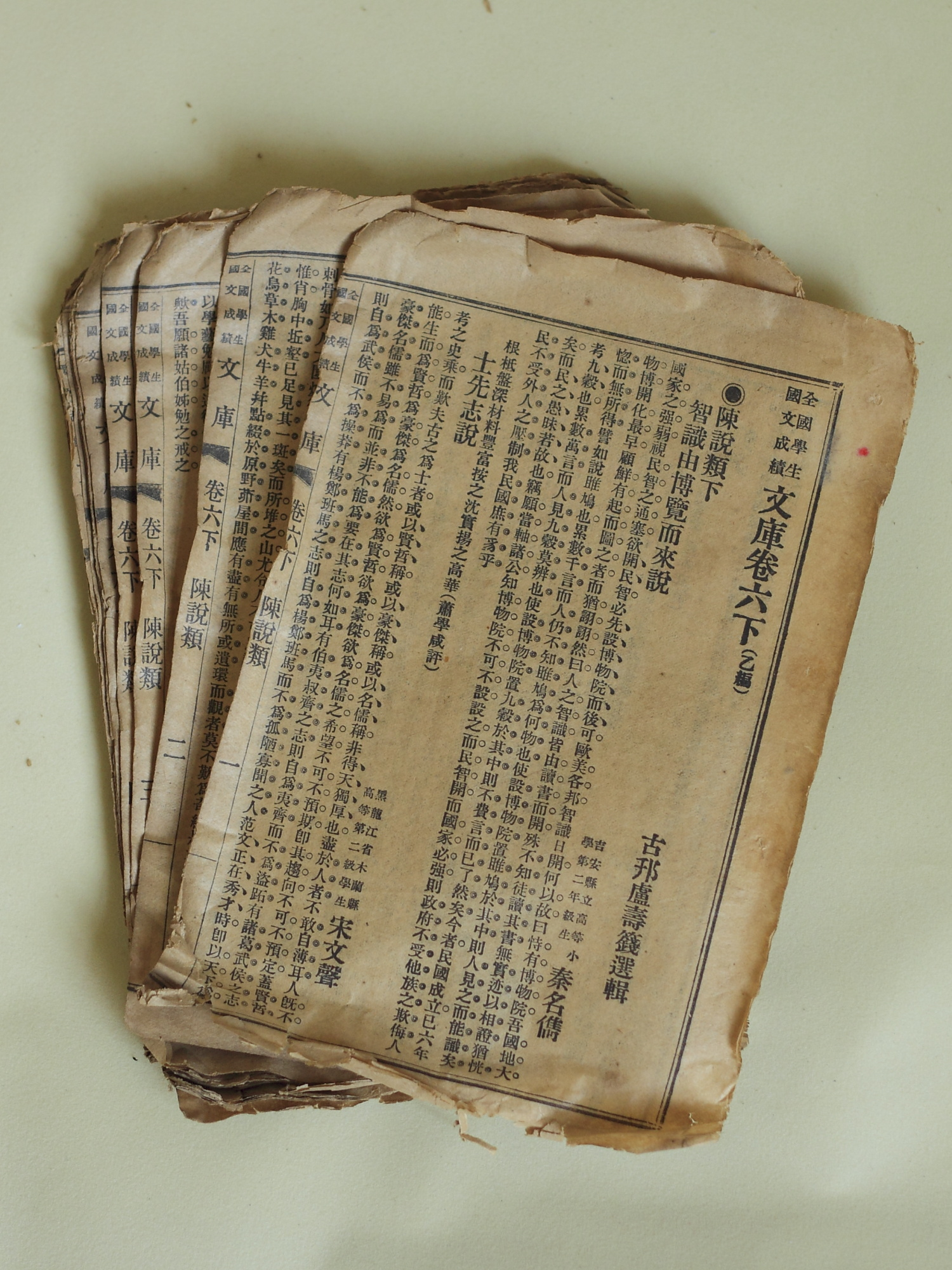
民國早期（約1918年）的中學生文選.

辛亥革命后，由于清末新式教育制度已基本完备，民国政府基本上继承了清朝的教育体系。中华民国北京政府将原掌管教育、文化的学部改为教育部，保留下属机构不变。在教育界，从清末借鉴日本转向在民初主要借鉴美国。1912年和1913年公布《壬子癸丑学制》

### 初建现代教育体系
1916年至1923年蔡元培任北京大学校长，革新北大，开“兼容并包”的学术研究、思想自由的风气；陶行知、郭秉文在南京高师改“教授法”为“教学法”，倡导选科制、学分制、男女同校，逐渐在全国教育界通行。张伯苓与严修创办了南开系列学校（包括南开大学）。1922年11月北洋政府颁行“壬戌学制”，标志着现代教育体系在中国的确立。
民国15年，广州国民政府成立，又成立了教育行政委员会来取代教育部的权力。民国16年，南京国民政府成立，设中华民国大学院为全国教育、文化等方面的最高管理机构。民国17年12月11日，国民政府公布《教育部组织法》，规定教育部为全国教育的最高行政管理机构。教育部下设国民教育司、中等教育司、高等教育司、社会教育司、技术及职业教育司、体育司、总务司、教育研究委员会、训育委员会、医学教育委员会、侨民教育委员会、学术审议委员会、法规委员会、国语推行委员会、诉愿审议委员会、中央教师申诉评议委员会和性别平等教育委员会等。

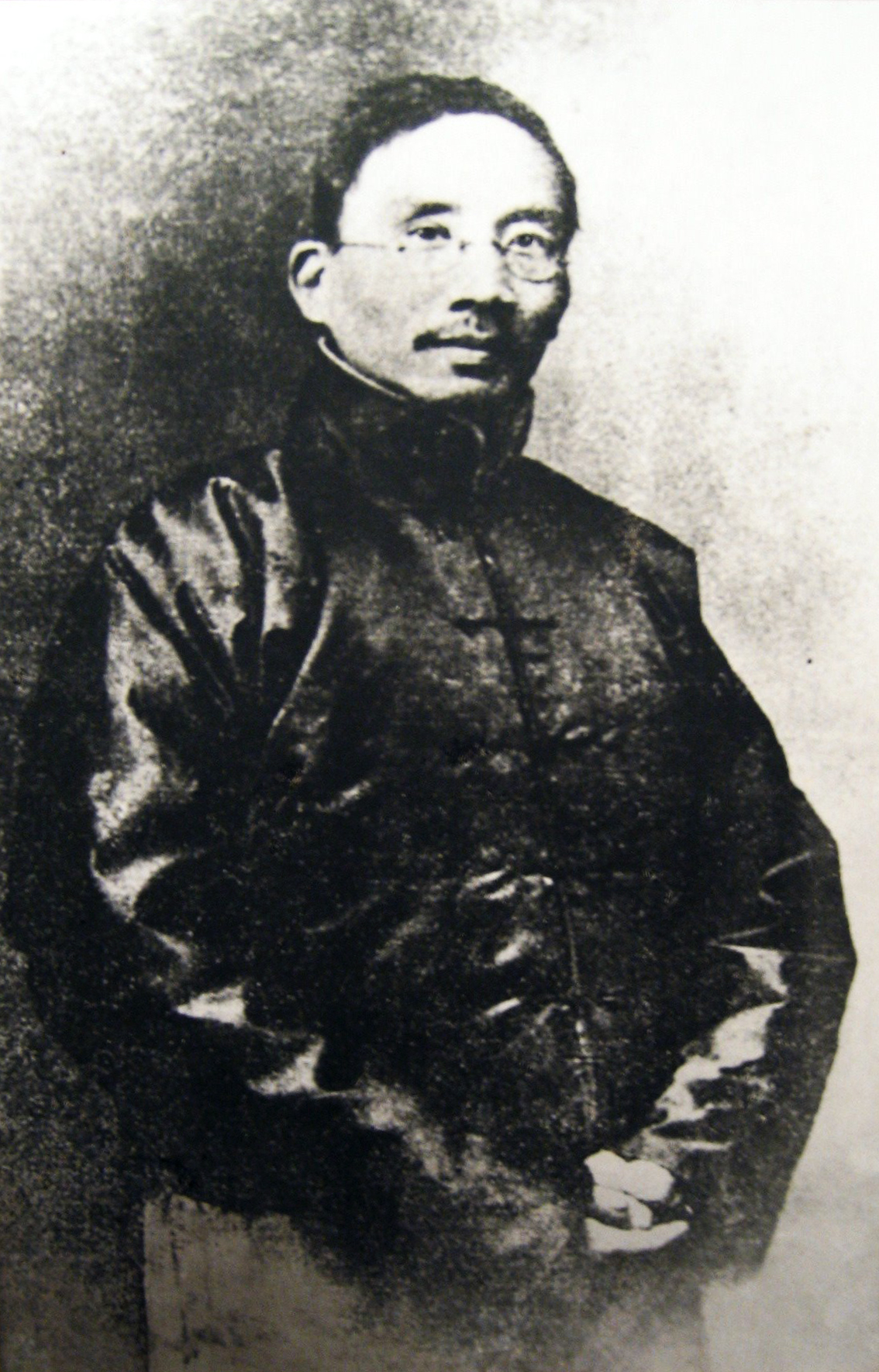
任北大校長時的蔡元培

### 教会学校的演变
至民國初年，在华教會學校增到六千所，在校學生達三十萬名。主要在1900年－1918年间，新教教会在中国的主要城市中陆续开设了十余所大学，包括东吴大学、齊魯大學、金陵大学、金陵女子大学、湘雅医学院、华中大学、聖約翰大學、沪江大学、燕京大學、之江大學、岭南大学、福建协和大学、华西协和大学等，其中绝大部分都是美国差会背景。天主教会的学校仍以初等教育为主，所办大学在1920年以前仅有上海震旦大学1所，在1920年代增设了2所（天津工商学院和北京辅仁大学）。五卅运动、北伐战争时期民族主义高涨，掀起了了抵制西方教会学校的运动，国民政府成立以后，以金陵大学为首，西方教会学校陆续向中国教育部注册，并不得强行开设宗教课程、强制宗教信仰及礼拜。这些教会学校在1950年朝鲜战争爆发的背景下全部与西方差会脱离了关系，在次年的高校院系调整中，所有前教会大学全部被撤销、合并。有部分教会学校后来在台湾等地复校。

### 平民教育与乡村教育
1920年代至1930年代，平民教育与乡村教育的实践在晏阳初、陶行知、梁漱溟等有识之士的推动下得到了一定的发展。

### 满洲国实行的教育

#### 礼乐教化
满洲国时期（1932年3月1日－1945年8月17日，地域包括东北三省和北朝鲜），满洲国学校教育大量将日本神道教和琉球神道的宗教仪式融入学校教育：中小学每天早上须向新京作“滿洲國帝宫遥拜”，再向日本东京方向作“日本天皇陛下遥拜”，规定在学校每届春丁仪式和秋丁仪式举行祀孔，是人数众多流程复杂的宗教仪式。学生同时须以日语背诵皇帝诏书《国民训》。体育课使用的教材最初全部照搬日本，称为“满洲体育教授参考书”。 1944年，文教部制定了统一的教材《学校体育科教授要目》。运动竞赛花样繁多，有每逢满洲国建国纪念日前后举行的“建国纪念运动会”；每逢重大事件，便举行“庆祝运动会”等。

#### 国教
满洲国官方早期实行孔教之王道教育，“行王道，乐天命”。全面恢复礼乐，大排祭孔典礼，并有琉球神道特色的“关岳祭”（一种贞烈祭祀，用来激发报复情绪，产生仇恨）。但是“关之配岳，自民国始，为古之无”，

#### 教育机构
满洲国设立的大专院校有二十所，参与其事绝大部分是日本人。当时的建国大学，教师90%以上为日本人，用日语授课。少数的非日本人用汉语或者蒙语授课。建国大学每年招生150人中，一半是日本人，另外满洲人50名（在满洲国汉族和满洲族人都称为满洲人），朝鲜、蒙古和白俄共25名。满洲国拥有一万两千所小学、两百所中学、一百四十所师道学校（院），以及五十所技术及专业学校（院）和一些军官学校。在满洲国教育系统中，共有六十万学生和两万五千名教师。另外，还有一千六百所私立学校（日本批准），一百五十所宗教学校以及哈尔滨地区的二十五所俄国学校。

#### 士官和教师培养
满洲国专门培养政府中枢高层官僚的大同学院和建国大学，延长学制两倍为6年，招收学生以日本人为主，亦有少数中国人。除人文、科学的教育外，重视学生的品格与体魄的培养训练，乡村学校注重学生对农业知识与科学耕种的训练，女学生还有家政训练课程。借此意图培养轻人文，重技能的供驱使满洲国民。满洲国的各级教师的培养较严格，对教师的考核和晋升有严格的制度。

#### 解体后
在满洲国解体后，很多满洲国军人（包括部分日本人）为当时的国民政府军所歧视，认为他们曾接受“奴化教育”。相比之下，由于中国共产党很早就重视在东北三省展开“地下活动”，如1921年-1934年属于中共中央北方局管区，1935-1949年属于中共中央西满分局、中共中央北满分局管区，因此这些投降的军人和许多技术骨干人员投奔当时正在扩充力量的中共军队。其中的某些技术兵种人员日后成为中共军队相关兵种如空军、炮兵和装甲兵等的骨干力量之一。在中国人民解放军进入满洲后，全面接收满洲军二十余万人，被中国人民解放军第四野战军成建制收编，即日籍解放军（本籍为朝鲜）。

### 体制更新与大学繁多
在北洋政府時期，政府尚模仿日本制度，設立大量的專門學校及單科大學。至國民政府北伐後，美國制度成為主流並被確定，以在每一省設立一所國立綜合大學為目標，中間雖有抗戰破壞，但至1948年時，以目前可取得資料而言，除內蒙古、黑龍江、寧夏、河北、青海、西藏、新疆之外，其他省市皆有一所國立綜合大學（東北以三省計算，直轄市只考慮北京、上海、天津、重慶）。到国府迁台前，全国已有32个国立大学。

## 中华人民共和国教育

### 院系调整与教育模式革命化
中华人民共和国成立后，教育模式改向苏联方式发展。将原先的综合性大学进行拆分。由于中华人民共和国建立之初需要大量的工业技术人才，故当时中国创建了大量的技术学院。同时，高考也正式设立於1955年。

### 1950年代的扫盲运动
掃盲運動是建國初期中国共产党領導的面向社會下層的群眾運動。1950年代初國家開展了大規模的掃盲運動，掃盲運動的高潮一直持續到1950年代末。

### 文化大革命对中国教育的影响
1966年文化大革命爆发，不久全國城市大中小學校陷入停課狀態，高等院校自1966年起停止招生，因此高考自1966年起中止。知識分子不受尊重，被批为「臭老九」，不少知識分子被下放从事體力勞動，学术地位较高的知識分子則被作为“反动学术权威”遭到批判。1970年，中共中央批转《北京大学、清华大学关于招生（试点）的请示报告》，决定部分高等院校恢复招生，但废除考试制度，“实行群众推荐、领导批准、学校复审相结合的办法”，由此开展工农兵上大学。直到文革结束后的1977年才恢复高考。1968年12月，上山下乡运动大规模展开，1968年当年在校的初中及高中学生（1966、1967、1968年三届学生，后被称为“老三届”），全部作为知识青年前往农村插队。文革期间上山下乡的知识青年总人数达1600多万人，这意味着十分之一的城市人口来到了农村。总体而言，文化大革命对城市中小学义务教育和全国的高等教育都造成了破坏，耽误了整整一代人。但另一方面，由于上山下乡运动以及农村教育的发展，农村地区的中小学义务教育在数量和质量上都有所增长。工农兵上大学也为农村干部子弟提供了更多的接受高等教育的机会。

### 改革开放以来的中国教育

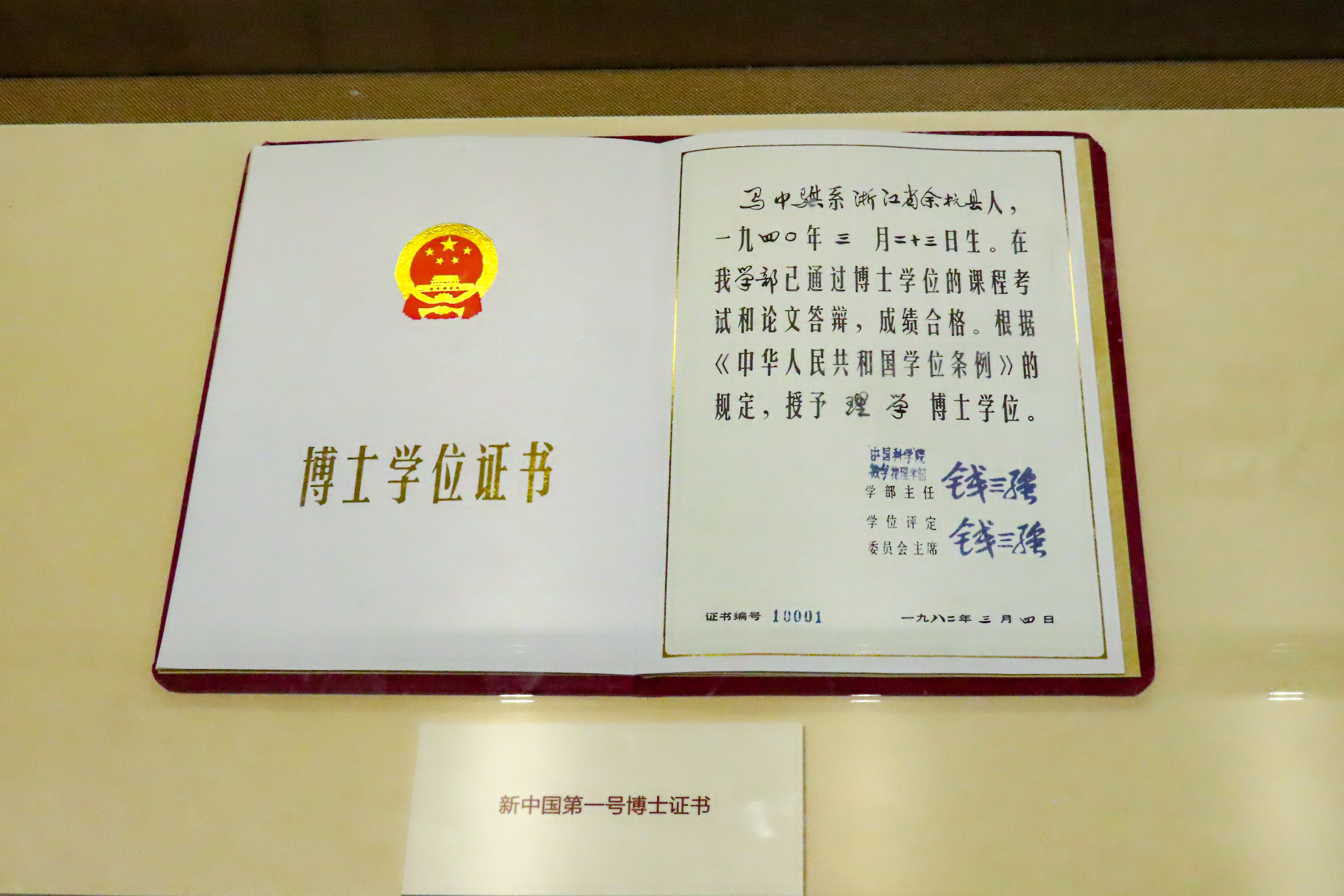
学位制度建立后的中国第一号博士学位证书，获颁者马中骐后任中国科学院高能物理研究所研究员

高考直到1977年文革結束後才舉行，那一年考生的平均年齡是最大的，錄取率也是最低的。1981年1月1日，《中华人民共和国学位条例》开始实行，中国高等教育的学士、硕士、博士三级学位制度正式建立。1999年以来，中国开始实行大学扩招政策。大学扩招政策虽然圆了很多人的大学梦，不过近几年流弊开始一显现。升学的压力并没有减轻，学生的负担反而增加。补习班大量增长。大学生的就业情况与起薪也直落。同时，越来越多的人认为现在大学生的素质明显滑坡。「教育产业化」政策让各个学校的收费猛涨，使越来越多的家庭难以承担。择校之风与应试教育的情况也没有改善。同时，近些年虽然中国出现了一些私立学校，但普遍经营状况不理想。无法对公立学校构成威胁，其中原因仍待观察。此外，有些民间私塾教育机构在悄然兴起，但多被政府封杀。如上海孟母堂。
2022年6月1日起，《中小学、幼儿园安全防范要求》（GB/T 29315-2022）实施。

### 习近平力推“双减政策”失败
2021年5月，中共中央总书记习近平主持召开中央全面深化改革委员会第十九次会议，审议通过了《关于进一步减轻义务教育阶段学生作业负担和校外培训负担的意见》。习近平在北京向教育部官员发出简短指示，下令对民营教培行业进行改革。2021年7月，中共中央办公厅、国务院办公厅根据中共中央总书记习近平的指示，印发《关于进一步减轻义务教育阶段学生作业负担和校外培训负担的意见》并提出双减，規定学科类培训机构不得上市融资。由於習近平推行的雙減政策嚴重打擊中國私人教育行業，影響中國經濟發展，中國政府在2024年逐步放寬對私人輔導機構的監管，以此增加就業機會減低失業率。

### 回归后的香港、澳门教育
香港、澳門在回歸中國後，教育制度沒有太大轉變。2010年香港将中學－大學轉為三三四學制。
2020年6月，第十三屆全國人大常委會通過《香港國安法》，同年11月，行政長官林鄭月娥發表《施政報告》，提議加強國民教育，提高教師質素。報告發表後一天，教育局局長楊潤雄召開記者會，宣布改革通識教育，不再設獨立專題研習（IES），公開考試評核只分「合格」及「不合格」等。
2024年7月31日，香港教育局宣佈，香港初中公民與社會發展科將於2024年9月新學年全面推行，教育局向全港中學發通告公布相關課程指引，其中要求教師向中三學生講解習近平思想。在香港官方公布的教材及工作紙中，相關教材及工作紙引用了中共中央總書記習近平的「七一講話」，並要求學生回答「四個必須」及「四點希望」。